# Georg iberen
Georg iberen (georgiska: გიორგი მთაწმინდელი) var en georgisk munk, teolog och översättare.